# Coussarea regnelliana
Coussarea regnelliana är en måreväxtart som beskrevs av Johannes Müller Argoviensis. Coussarea regnelliana ingår i släktet Coussarea och familjen måreväxter. Inga underarter finns listade i Catalogue of Life.